# Danilo (football, 1996)
Pour les articles homonymes, voir Danilo.
Danilo Barbosa da Silva, plus connu sous le nom de Danilo, né le 28 février 1996 à Simões Filho au Brésil, est un footballeur brésilien. Il évolue au poste de milieu de terrain à Al-Ula FC (en).

## Biographie

### Carrière en club

#### SC Braga (2014-2018)
Le 3 juillet 2014, il s'engage avec le SC Braga pour 4 millions d'euros.

#### OGC Nice (2018-2022)
Le 10 juin 2018, il s'engage avec l'OGC Nice pour une somme estimée à 12 millions d'euros.
Il marque son 1er but le 18 janvier 2020 lors de la victoire 2-1 face au Red Star pour les 16emes de finales de la coupe de France.

#### Palmeiras (2021)
Le 23 mars 2021, après n'avoir disputé que 5 matches cette saison sous le maillot des Aiglons, il est prêté avec option d'achat à la SE Palmeiras.

#### Botafogo (Depuis 2022)
En août 2022 il est transféré a Botafogo.

### Équipe nationale
Danilo participe avec le Brésil à la Coupe du monde des moins de 17 ans 2013 organisée aux Émirats arabes unis. Il dispute ensuite la Coupe du monde des moins de 20 ans 2015 qui se déroule en Nouvelle-Zélande. 
Il joue cinq matchs lors du mondial des moins de 17 ans et six matchs lors du mondial des moins de 20 ans. Lors du mondial des moins de 20 ans, il inscrit un but face à la Hongrie. Le Brésil atteint la finale du mondial des moins de 20 ans en étant battu par la Serbie.
Danilo participe également au Tournoi de Toulon en 2013. Le Brésil remporte la compétition en battant la Colombie. Lors de cette compétition, Danilo inscrit un but face au Portugal.

## Statistiques
| Saison                | Club                    | Championnat           | Championnat | Championnat | Coupe nationale | Coupe nationale | Coupe de la Ligue | Coupe de la Ligue | Supercoupe | Supercoupe | Compétition(s) continentale(s) | Compétition(s) continentale(s) | Compétition(s) continentale(s) | Ligue d’État | Ligue d’État | Total | Total |
| Saison                | Club                    | Division              | M.          | B.          | M.              | B.              | M.                | B.                | M.         | B.         | Comp.                          | M.                             | B.                             | M.           | B.           | M.    | B.    |
| 2014                  | Vasco da Gama           | Série B               | 3           | 0           | 3               | 0               | -                 | -                 | -          | -          | -                              | -                              | -                              | 3            | 0            | 9     | 0     |
| Sous-total            | Sous-total              | Sous-total            | 3           | 0           | 3               | 0               | -                 | -                 | -          | -          | -                              | -                              | -                              | 3            | 0            | 9     | 0     |
| 2014-2015             | Sporting Braga          | Liga NOS              | 23          | 2           | 4               | 0               | 1                 | 0                 | -          | -          | -                              | -                              | -                              | -            | -            | 28    | 2     |
| 2017-2018             | Sporting Braga          | Liga NOS              | 31          | 4           | 1               | 0               | 4                 | 0                 | -          | -          | C3                             | 10                             | 0                              | -            | -            | 46    | 4     |
| Sous-total            | Sous-total              | Sous-total            | 54          | 6           | 5               | 0               | 5                 | 0                 | -          | -          | -                              | 10                             | 0                              | -            | -            | 74    | 6     |
| 2015-2016             | Valence CF (prêt)       | Liga                  | 19          | 0           | 6               | 0               | -                 | -                 | -          | -          | C1+C3                          | 5+4                            | 0+0                            | -            | -            | 34    | 0     |
| Sous-total            | Sous-total              | Sous-total            | 19          | 0           | 6               | 0               | -                 | -                 | -          | -          | -                              | 9                              | 0                              | -            | -            | 34    | 0     |
| 2016-2017             | Benfica Lisbonne (prêt) | Liga NOS              | 2           | 0           | 2               | 1               | -                 | -                 | -          | -          | C1                             | -                              | -                              | -            | -            | 4     | 1     |
| Sous-total            | Sous-total              | Sous-total            | 2           | 0           | 2               | 1               | -                 | -                 | -          | -          | -                              | -                              | -                              | -            | -            | 4     | 1     |
| 2018-2019             | OGC Nice                | Ligue 1               | 22          | 0           | 0               | 0               | 2                 | 0                 | -          | -          | -                              | -                              | -                              | -            | -            | 24    | 0     |
| 2019-2020             | OGC Nice                | Ligue 1               | 16          | 0           | 3               | 1               | 1                 | 0                 | -          | -          | -                              | -                              | -                              | -            | -            | 20    | 1     |
| 2020-2021             | OGC Nice                | Ligue 1               | 4           | 0           | -               | -               | -                 | -                 | -          | -          | C3                             | 1                              | 0                              | -            | -            | 5     | 0     |
| 2021-2022             | OGC Nice                | Ligue 1               | -           | -           | -               | -               | -                 | -                 | -          | -          | -                              | -                              | -                              | -            | -            | 0     | 0     |
| Sous-total            | Sous-total              | Sous-total            | 42          | 0           | 3               | 1               | 3                 | 0                 | -          | -          | -                              | 1                              | 0                              | -            | -            | 49    | 1     |
| 2021                  | Palmeiras (prêt)        | Serie A               | 15          | 0           | -               | -               | -                 | -                 | -          | -          | CL                             | 7                              | 1                              | 8            | 0            | 30    | 1     |
| Sous-total            | Sous-total              | Sous-total            | 15          | 0           | -               | -               | -                 | -                 | -          | -          | -                              | 7                              | 1                              | 8            | 0            | 30    | 1     |
| Total sur la carrière | Total sur la carrière   | Total sur la carrière | 135         | 6           | 19              | 2               | 8                 | 0                 | -          | -          | -                              | 27                             | 1                              | 11           | 0            | 200   | 9     |

## Palmarès
- Finaliste de la Coupe du monde des moins de 20 ans en 2015 avec l'équipe du Brésil
- Vainqueur du Tournoi de Toulon en 2013 avec l'équipe du Brésil
- Vainqueur du Campeonato Carioca en 2014 avec le Vasco da Gama
- Vainqueur du Championnat du Portugal 2017 avec le Benfica Lisbonne